# Thalainayar
Thalainayar es una ciudad y nagar Panchayat situada en el distrito de Nagapattinam en el estado de Tamil Nadu (India). Su población es de 12798 habitantes (2011). Se encuentra a 50 km de Nagapattinam.

## Demografía
Según el censo de 2011 la población de Thalainayar era de 12798 habitantes, de los cuales 6269 eran hombres y 6529 eran mujeres. Thalainayar tiene una tasa media de alfabetización del 84,15%, superior a la media estatal del 80,09%: la alfabetización masculina es del 91,23%, y la alfabetización femenina del 77,30%.